# 허버트 앤더슨

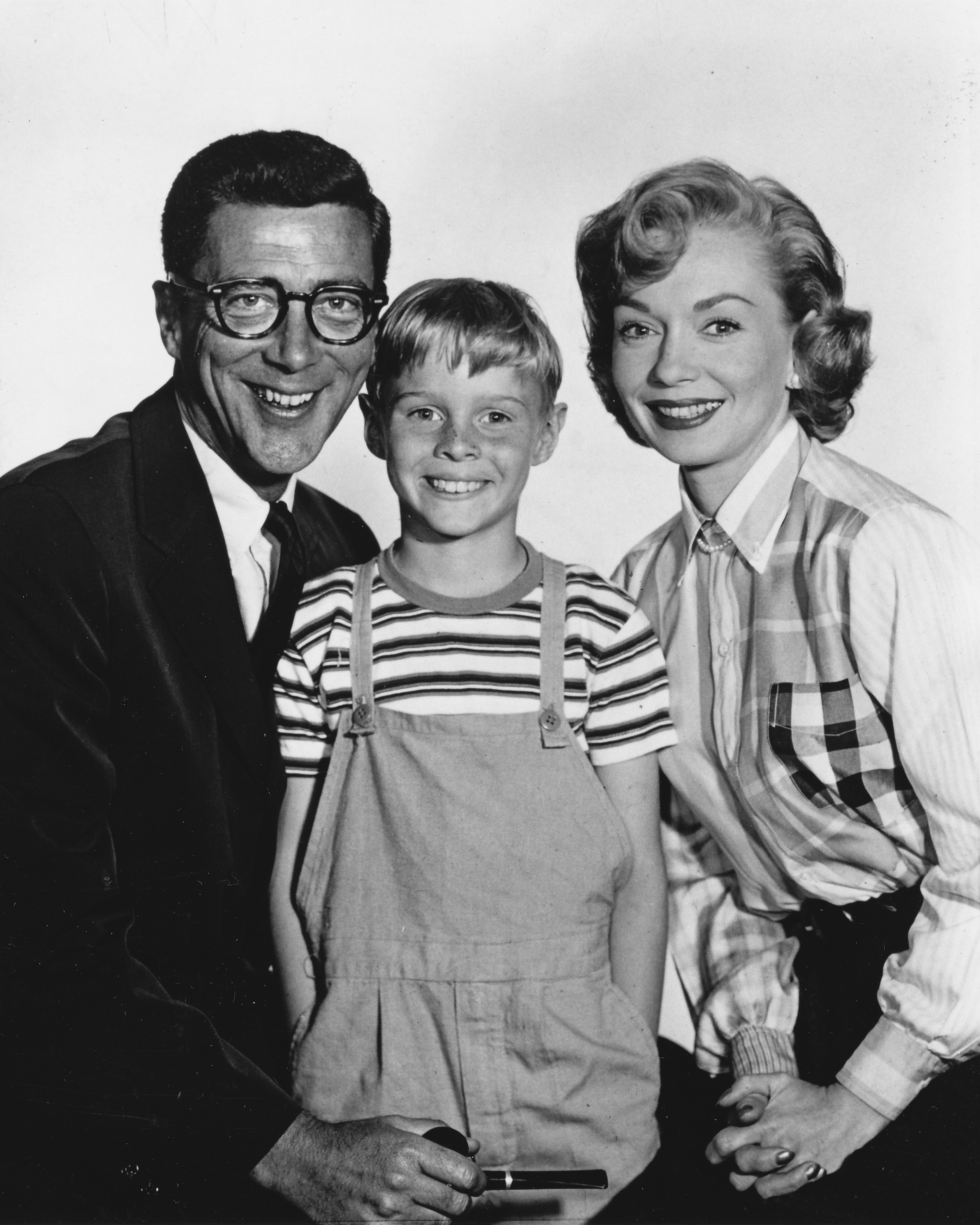

허버트 앤더슨(Herbert Anderson, 1917년 3월 30일 ~ 1994년 6월 11일)은 미국의 배우이다.
오클랜드에서 태어났으며 팜스프링스에서 사망하였다. 사인은 뇌졸중이다.

## 출연 작품
- 버지니아 힐 이야기 (1974년)
- 래스컬 (1969년)
- 선라이즈 앳 캠포벨로 (1960년) - 댈리 역
- 마이 맨 갓프리 (1957년)
- 베니 굿맨 스토리 (1955년)
- 케인호의 반란 (1954년)
- 더 로우리스 (1950년)
- 매그니피선트 양키 (1950년)
- 셋업 (1949년)
- 배틀그라운드 (1949년)
- 기브 미 리가드 투 브로드웨이 (1948년)
- 디스 이즈 더 아미 (1943년)
- 네이비 블루스 (1941년)
- 시 호크 (1940년)

### 텔레비전
- 개구쟁이 데니스 (1959-63)
- 첩보원 0011 (1964-67)
- 나의 세 아들 (1967-68)
- 사건비화 (1967-68)
- 배트맨 (1967-68)
- 아이언사이드 (1969-70)